# Gulf Air
Gulf Air er det nationale flyselskab fra Bahrain. Selskabet har hub og hovedkontor på Bahrain International Airport ved Muharraq. Gulf Air blev etableret i 1950 og har siden 6. november 2007 været ejet af staten Bahrain.
Gulf Air fløj i november 2011 til over 50 destinationer. Flyflåden bestod af 35 fly med en gennemsnitsalder på 6.3 år. Heraf var der 14 eksemplarer af typen Airbus A320-200 og 10 af Airbus A330-200.